# Heterostemma deccanense
Heterostemma deccanense är en oleanderväxtart som först beskrevs av Talb., och fick sitt nu gällande namn av K. Swarupanandan och J.K. Mangaly. Heterostemma deccanense ingår i släktet Heterostemma och familjen oleanderväxter. Inga underarter finns listade i Catalogue of Life.